# Enicospilus rhanus
Enicospilus rhanus là một loài tò vò trong họ Ichneumonidae.